# Hnis
Hnis (lat. pus, řec. pyon) je obvykle světle žlutá nebo nazelenalá hustá tělní tekutina, která vzniká při zánětlivé odpovědi na bakteriální infekce. Je tvořena především odumřelými bílými krvinkami (leukocyty), živými a mrtvými bakteriemi, rozkládající se tkání a dalšími látkami. Tvorba (exsudace) hnisu se nazývá hnisání, hnis je určitá forma výpotku (exsudátu).
Ohraničená dutina v tkáni vyplněná hnisem se nazývá absces. Furunkl je hnisavý zánět vlasového folikulu a okolní tkáně v kůži, hlubší absces vznikající propojením několika furunklů se nazývá karbunkl. Vŕed je otevřená hnisává rána na kůži. Flegmóna je hnisavá infekce, která na rozdíl od abscesu není ohraničená a proto se může rychle šířit.
Hnis vzniká nejčastěji při infekcích způsobených těmito bakteriemi: stafylokoky (zejména Staphylococcus aureus), streptokoky, Escherichia coli a pneumokoky. Hnis s modravým zabarvením vzniká při infekci bakterií Pseudomonas aeruginosa.